# Faugeiras
Faugères és un municipi francès situat al departament de l'Ardecha i a la regió d'Alvèrnia-Roine-Alps. L'any 2007 tenia 90 habitants.

## Demografia

### Població
El 2007 la població de fet de Faugères era de 90 persones. Hi havia 52 famílies de les quals 20 eren unipersonals (4 homes vivint sols i 16 dones vivint soles), 28 parelles sense fills i 4 famílies monoparentals amb fills.
La població ha evolucionat segons el següent gràfic:
Habitants censats

### Habitatges
El 2007 hi havia 135 habitatges, 50 eren l'habitatge principal de la família, 82 eren segones residències i 3 estaven desocupats. 124 eren cases i 10 eren apartaments. Dels 50 habitatges principals, 37 estaven ocupats pels seus propietaris, 11 estaven llogats i ocupats pels llogaters i 2 estaven cedits a títol gratuït; 4 tenien una cambra, 7 en tenien dues, 11 en tenien tres, 9 en tenien quatre i 19 en tenien cinc o més. 38 habitatges disposaven pel capbaix d'una plaça de pàrquing. A 22 habitatges hi havia un automòbil i a 21 n'hi havia dos o més.

### Piràmide de població
La piràmide de població per edats i sexe el 2009 era:
| Homes | Edats   | Dones |
| ----- | ------- | ----- |
| 0     | 95 o +  | 0     |
| 0     | 90 a 94 | 0     |
| 0     | 85 a 89 | 0     |
| 0     | 80 a 84 | 0     |
| 8     | 75 a 79 | 12    |
| 4     | 70 a 74 | 0     |
| 0     | 65 a 69 | 4     |
| 0     | 60 a 64 | 4     |
| 0     | 55 a 59 | 4     |
| 0     | 50 a 54 | 0     |
| 8     | 45 a 49 | 0     |
| 8     | 40 a 44 | 0     |
| 8     | 35 a 39 | 8     |
| 8     | 30 a 34 | 8     |
| 0     | 25 a 29 | 0     |
| 0     | 20 a 24 | 0     |
| 12    | 15 a 19 | 4     |
| 4     | 10 a 14 | 4     |
| 4     | 5 a 9   | 0     |
| 8     | 0 a 4   | 0     |

## Economia
El 2007 la població en edat de treballar era de 56 persones, 34 eren actives i 22 eren inactives. De les 34 persones actives 28 estaven ocupades (15 homes i 13 dones) i 6 estaven aturades (4 homes i 2 dones). De les 22 persones inactives 12 estaven jubilades, 1 estava estudiant i 9 estaven classificades com a «altres inactius».

### Ingressos
El 2009 a Faugères hi havia 46 unitats fiscals que integraven 85 persones, la mediana anual d'ingressos fiscals per persona era de 14.355 €.

### Activitats econòmiques
Dels 3 establiments que hi havia el 2007, 1 era d'una empresa de transport i 2 d'entitats de l'administració pública.
L'any 2000 a Faugères hi havia 13 explotacions agrícoles.

## Poblacions més properes
El següent diagrama mostra les poblacions més properes.